# Colletes glycyrrhizae
Colletes glycyrrhizae là một loài Hymenoptera trong họ Colletidae. Loài này được Jörgensen mô tả khoa học năm 1912.